# HomeMe
HomeMe.ru (МФА [hoʊmːmiː], рус. Хомими) — крупнейший в России интернет-магазин мебели, один из крупнейших российских интернет-магазинов.

## История
Компания была основана российским предпринимателем Олегом Паем. Стартовые вложения в компанию составили около 15 млн долл. (по другим данным — 3 млн.долл).
В 2008—2009 году компания сняла в аренду 3 тыс. метров площади на территории завода ЗИЛ для производства мебели. В 2011 году были открыты еще две фабрики — в Московской области и Саратове.
В начале 2012 года был запущен портал HomeMe.ru. В этом же году в компанию инвестировали фонды AddVenture, ABRT, а также люксембургский фонд Mangrove Capital Partners. Общая сумма сделки составила 5 млн долларов. Новые акционеры выкупили около 40 % компании.
По данным от 2014 года, в группе компаний HomeMe работало около тысячи человек, из них ~500 были заняты в производстве мебели.
В октябре 2014 года венчурный фонд Mangrove Capital Partners продал свою долю в HomeMe.ru. Причиной стала политическая ситуация в России.
Основатель компании — Олег Пай, руководил компанией в 2011—2016 годы.

## Финансы
По оценке Hopes & Fears, в 2013 году оборот магазина составил $40 млн. Годовой оборот в 2014 году составил около 3,5 млрд рублей.
За неделю HomeMe продает порядка 3 тыс. изделий. Общая производственная мощность фабрик компании — 15 тыс. изделий в месяц.